# Điện gió Hướng Linh
Điện gió Hướng Linh là cụm nhà máy điện gió đặt tại vùng đất xã Hướng Linh, huyện Hướng Hóa, tỉnh Quảng Trị, Việt Nam.

## Nhà máy Điện gió Hướng Linh
Năm 2019 Điện gió Hướng Linh có hai nhà máy với tổng công suất lắp máy 60 MW :
- Điện gió Hướng Linh 1 có công suất lắp máy 30 MW với 15 tua bin gió, đặt tại thôn Xa Bai xã Hướng Linh 16°42′33″B 106°42′45″Đ / 16,709181°B 106,712569°Đ, khởi công dự kiến hòa lưới điện quốc gia quý 4/2017.
- Điện gió Hướng Linh 2 có công suất lắp máy 30 MW với 15 tua bin gió, đặt tại thôn Hoong và thôn Cóc xã Hướng Linh, đã hòa điện lưới tháng 5/2017.[6]

Mỗi nhà máy có sản lượng điện trung bình hàng năm là 122,34 triệu kWh.

## Công trình liên quan
Tại cùng huyện Hướng Hóa cách không xa là nhà máy Điện gió Hướng Phùng 1 16°42′39″B 106°34′34″Đ / 16,710793°B 106,576168°Đ